# Lilly Paykull
Lilly Paykull, egentligen Syster Selma Eleonora Holmin, ogift Paykull, född 23 december 1870 i Göteborg, död 24 september 1951 i Stockholm, var en svensk läkare. Hon var gift med läkaren Nils Holmin. 

## Biografi
Paykull, som var dotter till kaptenen, friherre Gustaf von Paykull och Selma Löwenström, avlade studentexamen i Stockholm 1893, avlade mediko-filosofisk examen 1895 samt blev medicine kandidat 1900 i Uppsala och medicine licentiat 1905 i Stockholm. Hon var underläkare vid Stockholms sjukhem 1904–1906, amanuens vid Serafimerlasarettets gynekologiska klinik 1906–1907, poliklinikföreståndare där 1907–1912 samt 1918–1919, amanuens vid Allmänna barnbördshuset i Stockholm 1907–1908 och praktiserande läkare i Stockholm från 1908. Hon var undersökningsläkare för flickor vid Stockholms folkskolor 1907–1918, skolläkare vid Lychouska skolan i Stockholm 1910–1918 och läkare vid Stockholms stads poliklinik 1909–1937.
År 1916 bildade Paykull Kvinnliga läkares permanenta kommitté tillsammans med Karolina Widerström, Ada Nilsson, Nanna Svartz och Andrea Andreen.

## Referenser

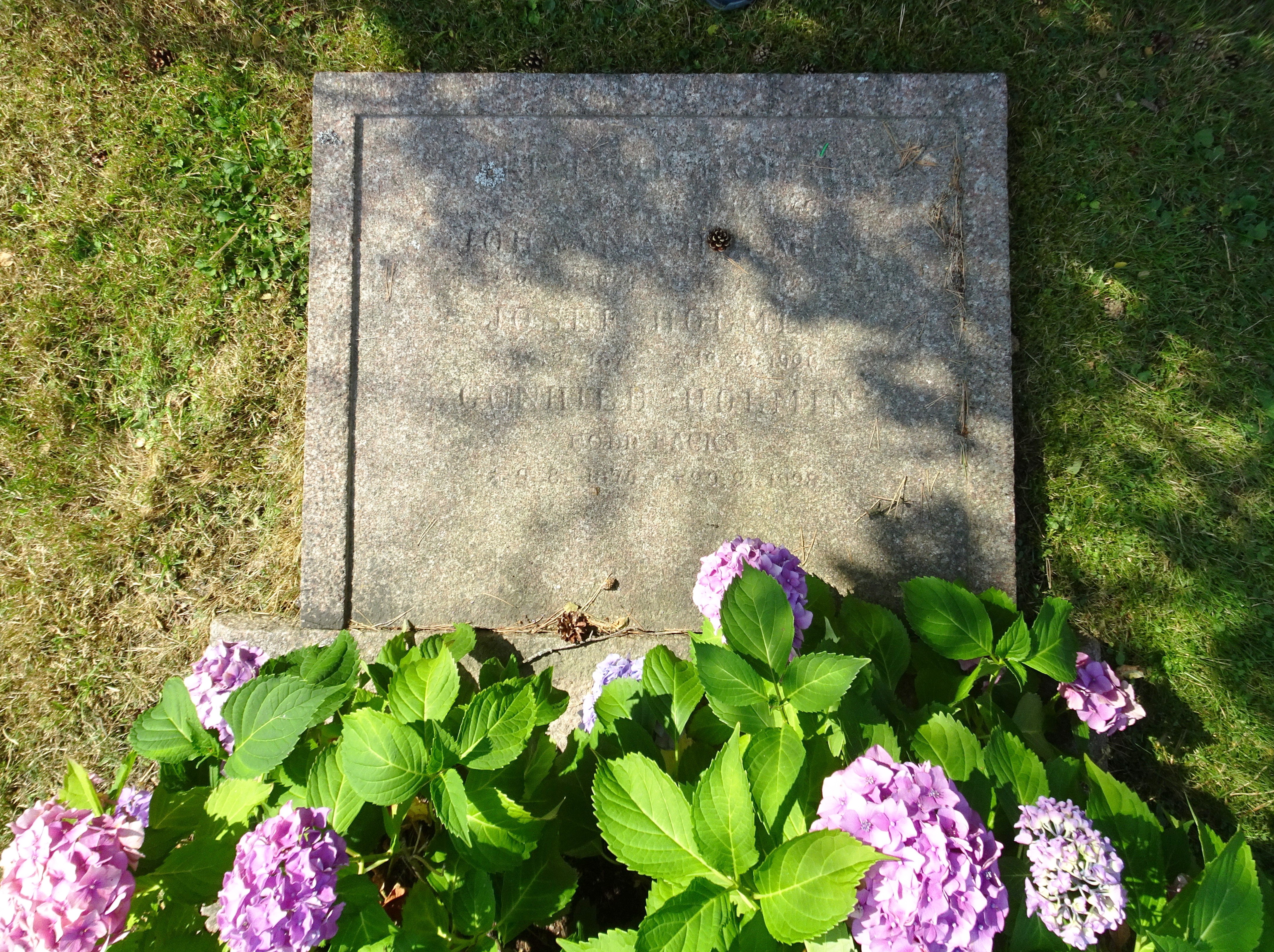
Holmins familjegrav på Norra begravningsplatsen.